# Cape Barrow, Östantarktis
Cape Barrow är en udde i Antarktis. Den ligger i Östantarktis. Nya Zeeland gör anspråk på området.
Terrängen inåt land är kuperad åt sydost, men åt sydväst är den bergig. Havet är nära Cape Barrow åt nordost. Trakten är obefolkad. Det finns inga samhällen i närheten.